# Марин Поплуканов
Марин Поплуканов Лилов е български националреволюционер, деец на ВРО и БРЦК. Политик от Народнолибералната партия (стамболовисти). Народен представител в Учредителното събрание. Кмет на Ловеч.

## Биография
Марин Поплуканов е роден на 25 май 1845 г. в гр. Ловеч. Семейството на ловчанския свещеник Лукан Лилов. Марин е брат на Илия Луканов, Христо Луканов и Величка Хашнова. 
Завършва курса на първоначалното училище в родния си град. Учи в Търновското класно училище и едновременно изучава занаята кундурджийство.

### Участие в националноосвободителната борба
След завръщането в Ловеч се включва в борбата за българска църква. Противник е на Ловешкия митрополит Иларион Ловчански. Един от основателите на Ловешкия частен революционен комитет и негов председател. Член на Привременното правителство на ВРО. Деен сътрудник на Васил Левски. Негови прозвища са Каведжия, Марин Кафеджията, Марин Ханджи, Грую.
Арестуван е по делото на Димитър Общи на 28 октомври 1872 г. в Ловеч заедно със сестра си Величка Хашнова и Димитър Пъшков. Следствен и осъден на заточение по Софийското дело срещу ВРО. Престоява в турските затвори от 30 октомври 1872 г. до 6 юли 1876 г. С поръчителство на християнската община в Диарбекир е на облекчен режим по време на заточението. Успява да избяга със съдействието на местни кюрди заедно с Димитър Пъшков и Георги Минчев на 6 юли 1876 г. Установява се в Букурещ, Румъния.

### В свободна България
Завръща се в Ловеч след второто му освобождение от руските войски (22 август 1878). Избран е за член на Ловешкото окръжно управление (1878). Участва в приемането на Търновската конституция от Учредителното събрание като народен представител от Ловеч (1879).
През октомври 1878 г. се жени за търновката Савина Момчилова. От брака си има 4 деца: Лукан (1879), Мария (1881), Стефан (1883) и Иванка (1886).
Работи като финансов нагледник на Министерството на финансите в Ловеч (1885 – 1887). Ловешки окръжен управител (1890 – 1894). Деен член на Народнолибералната партия (стамболовисти). Отказва предложението на Стефан Стамболов да се пресели в София и активно участва в управлението на град Ловеч: общински съветник (1877 – 1878), помощник-кмет (1884 – 1885) и кмет на Ловеч (1883 – 1884, 1887 – 1890). Като кмет на града допринася за построяване на окръжната палата, големия каменен мост, пътища, шосета, мостове, чешми и „Новото“ училище. Прочиства околностите от върлуващи след освобождението разбойнически банди.
След падането на Стефан Стамболов (1894) подава оставка като окръжен управител на Ловеч и се оттегля от политическия живот. Издържа семейството си с малка пенсия и дребно земеделие.
При копане на основи за къща на улица „Марин Поплуканов“ № 17 срещу сградата на Музей Васил Левски (Ловеч) са открити 1364 златни монети (1973). Предполага се, че са същите комитетски пари от обира в Арабаконак, които са съхранени и са стояли непипнати почти 100 години.
Улица в Ловеч е наименувана „Марин Поплуканов“.